# スローン・オヴ・ケイオス
スローン・オヴ・ケイオス（Throne Of Chaos）またTOCは、フィンランドのメロディック・デスメタル/ヘヴィメタルバンドである。現在は解散済み。2ndアルバムの『Pervertigo』まではThrone Of Chaosだったが、3rdアルバムの『Loss Angels』ではTOCに改名した。

## 略歴
1996年に結成。同年秋に、1stデモ『Equilibrium』をリリースし、300本を売り上げた。1997年にミニCD『Fata Morgana』をリリース。この時期までのラインナップは、タネリ・キルユネン (Vo, G, Key)、ヨイク・ハルマヤ (G)、ラスムス・ノラ (B)、テーム・ライティネン (Ds)の4名であった。その後、専任キーボーディストのカール・ショーブロム (Key)が加入し、5人体制となった。ミニCDがきっかけになり、1999年にスパイクファーム・レコードと契約する。
同年に1stアルバム『Menace and Prayer』を録音。このアルバムをきっかけに、スパイクファーム・レコードの親会社であるスパインファーム・レコードに移籍。2000年に1stアルバム『Menace and Prayer』をリリースした。
デビュー後、メンバーの兵役によって一時活動を停止する。2002年に活動を再開するが、ボーカルであったタネリ・キルユネンが声をつぶしたことにより、ボーカルが不在となる。そのためゲストボーカル二人を迎えて、2002年に2ndアルバム『Pervertigo』をリリース。
2ndアルバムリリース後、正式にボーカルとしてトゥオマス・ニエミネンが加入して、2003年に3rdアルバム『Loss Angels』をリリース。
2005年8月に解散した。

## メンバー

### メンバー
- トゥオマス・ニエミネン (Tuomas Nieminen) - ボーカル

3rdアルバム『Loss Angels』より加入。
- タネリ・キルユネン (Taneli Kiljunen) - ギター

結成当初は、ギターに加えてボーカルとキーボードを兼任していた。ミニCD『Fata Morgana』リリース後に、専任キーボーディストの加入でボーカル兼ギターとなり、1stアルバム『Menace And Prayer』リリース後にギター専任になった。
Bride Adornedでも活動。
- ヨイク・ハルマヤ (Joiku Harmaja) - ギター
- ラスムス・ノラ (Rasmus Nora) - ベース
- カール・ショーブロム (Carl Sjöblom) - キーボード
- テーム・"スネーク"・ライティネン (Teemu "Snake" Laitinen) - ドラム

Bride Adornedでも活動。

### ゲストメンバー
- ニクラス・イスフェルド　(Niklas Isfeldt) - ボーカル

2ndアルバム『Pervertigo』にクリーン・ボーカル担当として参加。ドリーム・イーヴルのボーカル（ニック・ナイト (Nick Night)）。
- パシ・ニュカネン (Pasi Nykänen) - ボーカル

2ndアルバム『Pervertigo』にハーシュ・ボーカル担当として参加。ウォーメンにアルバムにもセッションとして参加したことがある。

## ディスコグラフィ

### アルバム
- 2000年 メナス・アンド・プレイヤー Menace and Prayer
- 2002年 パーヴァーティゴ Pervertigo
- 2003年 ロス・アンジェルス Loss Angeles

### デモ
- 1996年 Equilibrium
- 1997年 Fata Morgana